# Grand Prix Formule 1 van Argentinië 1997
De Grand Prix Formule 1 van Argentinië 1997 werd gehouden op 13 april 1997 in Buenos Aires.

## Verslag

### Kwalificatie
Beiden Williams-wagens stonden opnieuw op de eerste startrij, met Jacques Villeneuve op de pole-position. Een verrassing was de derde startplaats van Olivier Panis in de Prost. Ook Rubens Barrichello presteerde sterk met een vijfde plaats voor Stewart.

### Race
Villeneuve wist opnieuw uit het gewoel te blijven en ging als eerste door de eerste bocht. Michael Schumacher botste bijna met Panis, maar de Fransman ging van zijn lijn en wist een botsing te vermijden. Schumacher crashte uiteindelijk toch in de wagen van Barrichello, waardoor hij moest opgeven. Barrichello kon nog wel doorrijden. In het gewoel, crashte David Coulthard achteraan in de wagen van Ralf Schumacher. Hierdoor werd de safety car van stal gehaald. Vier ronden later werd de race definitief op gang geschoten. Villeneuve reed opnieuw weg van Heinz-Harald Frentzen en Panis, maar Frentzens race eindigde in de zesde ronde met problemen aan de gastoevoer. Panis moest in de achttiende ronde opgeven met dezelfde problemen. In de 24ste ronde botsten beide Jordans, waardoor Giancarlo Fisichella moest opgeven. Damon Hill gaf op met motorproblemen in de 33ste ronde. Ondanks dat Eddie Irvine het gat met Villeneuve tegen het einde van de race wist te dichten, bleef Villeneuve de ier voor. Ralf Schumacher wordt derde en pakt zijn allereerste podium uit zijn carrière. Johnny Herbert eindigt als vierde. Mika Häkkinen knokte zich knap van de zeventiende startplaats naar de vijfde plaats. Gehard Berger pakt het laatste punt.

## Uitslag
| Positie | Nr | Rijder                | Team              | Ronden | Tijd/Opgave                 | Startplaats | Punten |
| ------- | -- | --------------------- | ----------------- | ------ | --------------------------- | ----------- | ------ |
| 1       | 3  | Jacques Villeneuve    | Williams-Renault  | 72     | 1:52:01.715                 | 1           | 10     |
| 2       | 6  | Eddie Irvine          | Ferrari           | 72     | +0.979                      | 7           | 6      |
| 3       | 11 | Ralf Schumacher       | Jordan-Peugeot    | 72     | +12.089                     | 6           | 4      |
| 4       | 16 | Johnny Herbert        | Sauber-Petronas   | 72     | +29.919                     | 8           | 3      |
| 5       | 9  | Mika Häkkinen         | McLaren-Mercedes  | 72     | +30.351                     | 17          | 2      |
| 6       | 8  | Gerhard Berger        | Benetton-Renault  | 72     | +31.393                     | 12          | 1      |
| 7       | 7  | Jean Alesi            | Benetton-Renault  | 72     | +46.359                     | 11          |        |
| 8       | 19 | Mika Salo             | Tyrrell-Ford      | 71     | +1 Ronde                    | 19          |        |
| 9       | 14 | Jarno Trulli          | Minardi-Hart      | 71     | +1 Ronde                    | 18          |        |
| 10      | 23 | Jan Magnussen         | Stewart-Ford      | 66     | Motor                       | 15          |        |
| NF      | 17 | Nicola Larini         | Sauber-Petronas   | 63     | Spin                        | 14          |        |
| NF      | 2  | Pedro Diniz           | Arrows-Yamaha     | 50     | Motor                       | 22          |        |
| NF      | 15 | Shinji Nakano         | Prost-Mugen-Honda | 49     | Motor                       | 20          |        |
| NF      | 18 | Jos Verstappen        | Tyrrell-Ford      | 43     | Motor                       | 16          |        |
| NF      | 20 | Ukyo Katayama         | Minardi-Hart      | 37     | Spin                        | 21          |        |
| NF      | 1  | Damon Hill            | Arrows-Yamaha     | 33     | Motor                       | 13          |        |
| NF      | 12 | Giancarlo Fisichella  | Jordan-Peugeot    | 24     | Botsing                     | 9           |        |
| NF      | 22 | Rubens Barrichello    | Stewart-Ford      | 24     | Hydraulica                  | 5           |        |
| NF      | 14 | Olivier Panis         | Prost-Mugen-Honda | 18     | Elektrisch probleem         | 3           |        |
| NF      | 4  | Heinz-Harald Frentzen | Williams-Renault  | 5      | Koppeling                   | 2           |        |
| NF      | 5  | Michael Schumacher    | Ferrari           | 0      | Botsing met Barrichello     | 4           |        |
| NF      | 10 | David Coulthard       | McLaren-Mercedes  | 0      | Botsing met Ralf Schumacher | 10          |        |

## Wetenswaardigheden
- Ralf Schumacher werd jongste rijder ooit op het podium in de Formule 1.

## Statistieken
| Pole-position | Jacques Villeneuve | Williams-Renault | 1:24.473 |
| Snelste ronde | Gerhard Berger     | Benetton-Renault | 1:27.981 |

## Noot
- Dit was de vijfde Grand Prix-start voor een Deense coureur.
- Eerste snelste rondes als raceleider voor Eddie Irvine.
- Eerste podiumplaats voor Ralf Schumacher.
- Dit was de zeshonderdste officiële Formule 1-race die meetelde voor het wereldkampioenschap. In die zeshonderd Grands Prix waren er een aantal records gevestigd:
  - Riccardo Patrese was de meest ervaren coureur met 256 Grand Prix-starts.
  - Ayrton Senna had 65 pole positions behaald en had 2.931 rondes als raceleider gereden. Ook was hij recordhouder met acht opeenvolgende pole positions.
  - Alain Prost had 41 snelste rondes, 51 Grand Prix-winsten, 106 podiumplaatsen en was in totaal 79 Grand Prix-weekeinden de leider van het kampioenschap geweest.
  - Jim Clark behield het record van 8 Grand Slams.
  - Juan Manuel Fangio was recordhouder met vijf wereldtitels en had als enige vier opeenvolgende wereldtitels behaald.
  - Alberto Ascari behield als enige het record in handen van zeven opeenvolgende snelste rondes én negen opeenvolgende Grand Prix-winsten. Hij deelde het record van negen opeenvolgende podiumplaatsen met Jim Clark, Niki Lauda, en Nelson Piquet.
  - Niki Lauda en Ayrton Senna deelden het record van 24 opeenvolgende Grand Prix-weekeinden als kampioenschapsleider te eindigen.
  - Britse coureurs waren het meest succesvol geweest in zeshonderd Formule 1 Grands Prix: 581 races gereden, 171 pole positions, 164 snelste rondes, 11.542 rondes als raceleider, 403 podiumplaatsen, 172 Grand Prix-winsten, 19 Grand Slams en 12 wereldkampioenschappen.

1953 · 1954 · 1955 · 1956 · 1957 · 1958 · 1960 · 1971 · 1972 · 1973 · 1974 · 1975 · 1977 · 1978 · 1979 · 1980 · 1981 · 1995 · 1996 · 1997 · 1998